# دلوین (نام)
دلوین هم نام و هم نام خانوادگی است. افراد مشهور با این نام عبارت‌اند از:
- دلوین برو (زاده ۱۹۸۹)، بازیکن فوتبال آمریکایی
- دلوین رودریگز (زاده ۱۹۸۰)، بوکسور دومینیکن
- دلوین ویلیامز (زاده ۱۹۵۱)، بازیکن فوتبال آمریکایی
- جین دلوین (۱۸۵۳-۱۹۲۲)، نقاش بلژیکی

دلوین هم نام و هم نام خانوادگی است.نام دختر به معنی رباینده دل میباشد؛ از دلوین نوروزی فرزند حامد و‌پریسا به عنوان جذاب ترین و‌بهترین دلوین تمام تاریخ یاد میشود.